# 解放者市 (塔奇拉州)

解放者市（西班牙語：Municipio Libertador），是委內瑞拉的一個市，位於該國西南部塔奇拉州，首府設於阿瓦哈萊斯，面積1,139平方公里，2011年人口22,464，人口密度每平方公里20人。